# Ariel Ibagaza
Ariel Miguel Santiago Ibagaza (født 27. oktober 1976 i Buenos Aires, Argentina) er en argentinsk tidligere fodboldspiller (midtbanespiller). I sin karriere repræsenterede han blandt andet RCD Mallorca, Atlético Madrid og Villarreal CF i Spanien, CA Lanús i sit hjemland samt græske Olympiakos.
Ibagaza vandt med RCD Mallorca den spanske pokalturnering Copa del Rey i 2003.

## Landshold
Ibagaza nåede én kamp for Argentinas landshold, tilbage i 2004.

## Titler
Copa del Rey
- 2003 med RCD Mallorca